# Power Rangers Dino Charge
Power Rangers Dino Charge oraz Power Rangers Dino Super Charge – dwudziesty drugi i dwudziesty trzeci sezon amerykańskiego serialu dla dzieci i młodzieży Power Rangers, oparty na japońskim serialu tokusatsu Zyuden Sentai Kyoryuger.
Seria Power Rangers Dino Charge/Dino Super Charge liczy łącznie 44 odcinki (22+22) i jest trzecią inkarnacją w historii serialu o tematyce dinozaurów – po pierwszym sezonie Mighty Morphin Power Rangers oraz Power Rangers: Dino Grzmot. Podobnie jak w przypadku Power Rangers Samurai/Super Samurai, zarówno Power Rangers Dino Charge, jak i Power Rangers Dino Super Charge, bazują na materiale filmowym z tej samej serii Super Sentai.
Premiera produkcji odbyła się 7 lutego 2015 roku w Stanach Zjednoczonych, na antenie stacji Nickelodeon. Finałowy odcinek został wyemitowany 10 grudnia 2016 roku na tym samym kanale.
Power Rangers Dino Charge zadebiutowało w Polsce 16 sierpnia 2016 roku w serwisie Netflix. 1 stycznia 2017 roku swoją premierę w tym samym serwisie miał sezon Power Rangers Dino Super Charge. Wszystkie odcinki są dostępne w wersji z polskimi napisami.

## Fabuła

### Dino Charge
65 milionów lat temu, legendarne i niezwykłe Energemy zostały powierzone dziesięciu dinozaurom przez kosmitę o imieniu Keeper. Ale kiedy Sledge, międzygalaktyczny łowca nagród, próbował zdobyć te posiadające potężną moc przedmioty, jego statek został wystrzelony w kosmos, doprowadzając do wyginięcia dinozaurów i zniknięcia Energemów. W obecnych czasach, Sledge powraca i przeszukuje Ziemię w poszukiwaniu Energemów w celu przejęcia ich mocy i zniszczenia świata. Keeper rekrutuje nowy zespół Power Rangers z piątki młodych ludzi, która zdążyła już odnaleźć swoje Energemy, aby odkryli położenie brakujących pięciu klejnotów przed Sledgem. Zespół Power Rangers Dino Charge walczy z łowcą nagród i innymi zagrożeniami przy pomocy posiadających moc dinozaurów mieczy, blasterów, zordów i Megazordów.

### Dino Super Charge
Dino Charge Rangersi rozeszli się po pokonaniu Sledge’a, ale ich praca nie została jeszcze zakończona. Jeden z największych kryminalistów schwytanych przez Sledge’a, Heckyl oraz jego alter ego – Snide, zamierza kontynuować starania łowcy nagród i zdobyć moc Energemów, aby rządzić całym wszechświatem. Posiadający nowe bronie, nowych sprzymierzeńców, nowe zordy i nowy Tryb T-Rex Super Charge, rangersi są gotowi wyrównać rachunki z jednym ze swoich najgroźniejszych przeciwników.

## Obsada
Poniższa lista przedstawia głównych bohaterów serialu Power Rangers Dino Charge/Dino Super Charge wraz z nazwiskami odtwórców ról.

### Rangersi
| Ranger                              | Postać             | Aktor                              |
| ----------------------------------- | ------------------ | ---------------------------------- |
| Dino Charge Czerwony Ranger         | Tyler Navarro      | Brennan Mejia                      |
| Dino Charge Czarny Ranger           | Chase Randall      | James Davies                       |
| Dino Charge Niebieski Ranger        | Koda               | Yoshi Sudarso                      |
| Dino Charge Zielony Ranger          | Riley Griffin      | Michael Taber                      |
| Dino Charge Różowa Rangerka         | Shelby Watkins     | Camille Hyde                       |
| Dino Charge Złoty Ranger            | Sir Ivan z Zandar  | Davi Santos                        |
| Dino Charge Grafitowy Ranger        | Książę Phillip III | Jarred Blakiston                   |
| Dino Charge Fioletowy Ranger (I)    | Albert Smith       | Arthur Ranford                     |
| Dino Charge Fioletowa Rangerka (II) | Kendall Morgan     | Claire Blackwelder                 |
| Dino Charge Akwa Ranger             | James Navarro      | Reuben Turner (głos: Dan Musgrove) |
| Dino Charge Srebrny Ranger          | Zenowing           | Alistair Browning (głos)           |

### Sprzymierzeńcy
- Keeper (głos: Richard Simpson) – strażnik Energemów i mentor drużyny.
- Doktor Runga (Kirk Torrance) – paleontolog.

### Wrogowie
- Sledge (głos: Adam Gardiner) – łowca nagród, główny antagonista serii Dino Charge i finału Dino Super Charge.
- Poisandra (głos: Jackie Clarke) – narzeczona Sledge’a.
- Fury (głos: Paul Harrop) – główny wojownik Sledge’a.
- Wrench (głos: Estevez Gillespie) – mechanik.
- Curio (głos: Estevez Gillespie) – przyjaciel Poisandry.
- Heckyl/Snide (Ryan Carter/głos Snide’a: Campbell Cooley) – kosmita o dwóch obliczach, główny antagonista serii Dino Super Charge. Pomaga Rangersom pokonać Sledge’a.
- Lord Arcanon (głos: Andrew Grainger) – złoczyńca walczący ze Sledgem i Heckylem/Snidem o zdobycie Energemów.
- Singe (głos: Mark Mitchinson) – podwójny agent Lorda Arcanona.
- Doomwing (głos: Mark Wright) – mroczne alter ego Zenowinga, które dzięki rangersom zostało od niego rozdzielone.

## Muzyka tytułowa
Power Rangers Dino Charge, to muzyka tytułowa serii Power Rangers Dino Charge/Dino Super Charge, wykorzystana m.in. w czołówce serialu. Dodatkowo utwór pojawiał się wielokrotnie w trakcie odcinków, w wersji z wokalem oraz instrumentalnej.
Utwór skomponował Noam Kaniel, twórca piosenki tytułowej dla serii Power Rangers Samurai/Super Samurai i Power Rangers Megaforce/Super Megaforce. Wykonawcą piosenki jest Cash Callaway.
Jest to kolejny remiks Go Go Power Rangers, muzyki tytułowej serii Mighty Morphin Power Rangers. Zmianie uległa linia instrumentalna, a także poszerzony został tekst piosenki. Ponownie użyto również zwrotu Go, Go, Power Rangers!. W przeciwieństwie do muzyki tytułowej poprzednich dwóch inkarnacji serialu, główny utwór serii Power Rangers Dino Charge/Dino Super Charge posiada bardziej rozbudowany tekst, co przypomina podobną sytuację związaną z Power Rangers Zeo.

## Power Rangers Dino Charge (Sezon 22; 2015)
| Premiera w USA                                     | Premiera w Polsce | Nr  | Nr w serii | Polski tytuł                               | Angielski tytuł                |
| -------------------------------------------------- | ----------------- | --- | ---------- | ------------------------------------------ | ------------------------------ |
|                                                    |                   |     |            |                                            |                                |
| SEZON DWUDZIESTY DRUGI – POWER RANGERS DINO CHARGE |                   |     |            |                                            |                                |
|                                                    |                   |     |            |                                            |                                |
| 07.02.2015                                         | 17.08.2016        | 788 | 01         | Moce z przeszłości                         | Powers From the Past           |
|                                                    |                   |     |            |                                            |                                |
| 14.02.2015                                         | 17.08.2016        | 789 | 02         | Przeszłość, teraźniejszość i transformacja | Past, Present and Fusion       |
|                                                    |                   |     |            |                                            |                                |
| 21.02.2015                                         | 17.08.2016        | 790 | 03         | Godzina głupca                             | A Fool’s Hour                  |
|                                                    |                   |     |            |                                            |                                |
| 28.02.2015                                         | 17.08.2016        | 791 | 04         | Powrót jaskiniowca                         | Return of the Caveman          |
|                                                    |                   |     |            |                                            |                                |
| 07.03.2015                                         | 17.08.2016        | 792 | 05         | Złamać Czarnego                            | Breaking Black                 |
|                                                    |                   |     |            |                                            |                                |
| 14.03.2015                                         | 17.08.2016        | 793 | 06         | Bolący ząb                                 | The Tooth Hurts                |
|                                                    |                   |     |            |                                            |                                |
| 21.03.2015                                         | 17.08.2016        | 794 | 07         | Nie wywołuj Zorda z lasu                   | Let Sleeping Zords Lie         |
|                                                    |                   |     |            |                                            |                                |
| 04.04.2015                                         | 17.08.2016        | 795 | 08         | Więcej Rangersów, więcej kłopotów          | Double Ranger, Double Danger   |
|                                                    |                   |     |            |                                            |                                |
| 22.08.2015                                         | 17.08.2016        | 796 | 09         | Gdy logika zawodzi                         | When Logic Fails               |
|                                                    |                   |     |            |                                            |                                |
| 29.08.2015                                         | 17.08.2016        | 797 | 10         | Ich Wysokości Rangerzy                     | The Royal Rangers              |
|                                                    |                   |     |            |                                            |                                |
| 12.09.2015                                         | 17.08.2016        | 798 | 11         | Przełamanie                                | Break out                      |
|                                                    |                   |     |            |                                            |                                |
| 19.09.2015                                         | 17.08.2016        | 799 | 12         | Rycerska próba                             | Knight After Knights           |
|                                                    |                   |     |            |                                            |                                |
| 03.10.2015                                         | 17.08.2016        | 800 | 13         | Współpracuj albo spływaj                   | Sync or Swim                   |
|                                                    |                   |     |            |                                            |                                |
| 10.10.2015                                         | 17.08.2016        | 801 | 14         | Prawdziwa czerń                            | True Black                     |
|                                                    |                   |     |            |                                            |                                |
| 17.10.2015                                         | 17.08.2016        | 802 | 15         | Narodziny Rangera                          | Royal Sacrifice                |
|                                                    |                   |     |            |                                            |                                |
| 24.10.2015                                         | 17.08.2016        | 803 | 16         | Kawałek tortu dla każdego                  | No Matter How You Slice It     |
|                                                    |                   |     |            |                                            |                                |
| 07.11.2015                                         | 17.08.2016        | 804 | 17         | Słynny na cały świat (w Nowej Zelandii)    | World Famous! (in New Zealand) |
|                                                    |                   |     |            |                                            |                                |
| 14.11.2015                                         | 17.08.2016        | 805 | 18         | Głęboko pod powierzchnią                   | Deep Down Under                |
|                                                    |                   |     |            |                                            |                                |
| 21.11.2015                                         | 17.08.2016        | 806 | 19         | Życzenie bohatera                          | Wishing For A Hero             |
|                                                    |                   |     |            |                                            |                                |
| 28.11.2015                                         | 17.08.2016        | 807 | 20         | Jeszcze jeden Energem                      | One More Energem               |
|                                                    |                   |     |            |                                            |                                |
| 17.10.2015                                         | 17.08.2016        | 808 | S1         | Strasznie sprytny plan                     | The Ghost With The Monster     |
|                                                    |                   |     |            |                                            |                                |
| 05.12.2015                                         | 17.08.2016        | 809 | S2         | Uratować Święta!                           | Race to Rescue Christmas       |
|                                                    |                   |     |            |                                            |                                |

## Power Rangers Dino Super Charge (Sezon 23; 2016)
| Premiera w USA                                            | Premiera w Polsce | Nr  | Nr w serii | Polski tytuł                   | Angielski tytuł          |
| --------------------------------------------------------- | ----------------- | --- | ---------- | ------------------------------ | ------------------------ |
|                                                           |                   |     |            |                                |                          |
| SEZON DWUDZIESTY TRZECI – POWER RANGERS DINO SUPER CHARGE |                   |     |            |                                |                          |
|                                                           |                   |     |            |                                |                          |
| 30.01.2016                                                | 01.01.2017        | 810 | 01         | Zło nigdy nie śpi              | When Evil Stirs          |
|                                                           |                   |     |            |                                |                          |
| 06.02.2016                                                | 01.01.2017        | 811 | 02         | Przebaczyć i zapomnieć         | Forgive and Forget       |
|                                                           |                   |     |            |                                |                          |
| 13.02.2016                                                | 01.01.2017        | 812 | 03         | Koszmarny przeciwnik           | Nightmare in Amber Beach |
|                                                           |                   |     |            |                                |                          |
| 20.02.2016                                                | 01.01.2017        | 813 | 04         | Niebezpieczna randka           | A Date with Danger       |
|                                                           |                   |     |            |                                |                          |
| 27.02.2016                                                | 01.01.2017        | 814 | 05         | Ryk Czerwonego Rangera         | Roar of the Red Ranger   |
|                                                           |                   |     |            |                                |                          |
| 05.03.2016                                                | 01.01.2017        | 815 | 06         | Wykute w ogniu                 | Forged Under Fire        |
|                                                           |                   |     |            |                                |                          |
| 19.03.2016                                                | 01.01.2017        | 816 | 07         | Pochłonięty sportem            | Home Run Koda            |
|                                                           |                   |     |            |                                |                          |
| 26.03.2016                                                | 01.01.2017        | 817 | 08         | Fortuna kołem się toczy        | Richies and Rags         |
|                                                           |                   |     |            |                                |                          |
| 20.08.2016                                                | 01.01.2017        | 818 | 09         | Kumple na zawsze               | Besties 4Eva!            |
|                                                           |                   |     |            |                                |                          |
| 27.08.2016                                                | 01.01.2017        | 819 | 10         | Wyprawa na ryby                | Gone Fishin              |
|                                                           |                   |     |            |                                |                          |
| 03.09.2016                                                | 01.01.2017        | 820 | 11         | Miłość od pierwszego wejrzenia | Love at First Fight      |
|                                                           |                   |     |            |                                |                          |
| 10.09.2016                                                | 01.01.2017        | 821 | 12         | Letnie rozluźnienie            | Catching Some Rays       |
|                                                           |                   |     |            |                                |                          |
| 24.09.2016                                                | 01.01.2017        | 822 | 13         | Przepis na kłopoty             | Recipe for Disaster      |
|                                                           |                   |     |            |                                |                          |
| 01.10.2016                                                | 01.01.2017        | 823 | 14         | Srebrny sekret                 | Silver Secret            |
|                                                           |                   |     |            |                                |                          |
| 15.10.2016                                                | 01.01.2017        | 824 | 15         | Skrzydła niebezpieczeństwa     | Wings of Danger          |
|                                                           |                   |     |            |                                |                          |
| 22.10.2016                                                | 01.01.2017        | 825 | 16         | Niecodzienne starcie           | Freaky Frightday         |
|                                                           |                   |     |            |                                |                          |
| 29.10.2016                                                | 01.01.2017        | 826 | 17         | Świat Worga                    | Worgworld                |
|                                                           |                   |     |            |                                |                          |
| 05.11.2016                                                | 01.01.2017        | 827 | 18         | Skamieniali Rangersi           | The Rangers Rock!        |
|                                                           |                   |     |            |                                |                          |
| 12.11.2016                                                | 01.01.2017        | 828 | 19         | Na skraju wymarcia             | Edge of Extinction       |
|                                                           |                   |     |            |                                |                          |
| 19.11.2016                                                | 01.01.2017        | 829 | 20         | Ocalić dinozaury               | End of Extinction        |
|                                                           |                   |     |            |                                |                          |
| 08.10.2016                                                | 01.01.2017        | 830 | S1         | Cukierek albo proces           | Trick or Trial           |
|                                                           |                   |     |            |                                |                          |
| 10.12.2016                                                | 01.01.2017        | 831 | S2         | Potworne święta                | Here Comes Heximas       |
|                                                           |                   |     |            |                                |                          |

## Ciekawostki

### Power Rangers Dino Charge
- To pierwszy sezon w historii, w którym zielony, czarny i różowy ranger są jednocześnie podstawowymi członkami zespołu.
- To także pierwsza seria, w której schemat kolorów podstawowych rangersów to czerwony, czarny, niebieski, zielony i różowy.
- To również pierwszy sezon posiadający trzyczęściowego Megazorda pomimo istnienia pięcioosobowej drużyny rangersów od początku serii.
- To pierwszy sezon w historii w którym nie pojawia się żółty ranger.
  - Tym samym czerwony i niebieski pozostają jedynymi kolorami rangersów, które pojawiały się we wszystkich podstawowych drużynach wojowników we wszystkich sezonach, począwszy od Mighty Morphin Power Rangers.
- Power Rangers Dino Charge to pierwsza seria Power Rangers w historii, która pominęła przy adaptacji następny w kolejności serial Super Sentai (Tokumei Sentai Go-Busters) na rzecz kolejnej serii (Zyuden Sentai Kyoryuger).
  - Jednakże w Power Rangers Dino Charge/Dino Super Charge zaadaptowano kilka elementów z Tokumei Sentai Go-Busters. Kostium Snide’a został wcześniej wykorzystany w filmie kinowym Zyuden Sentai Kyoryuger vs. Go-Busters: Dinosaur Great Battle! Farewell, Eternal Friends. Z kolei osobowość i styl ubioru Heckyla posiada podobieństwa do postaci Entera, głównego złoczyńcy w Tokumei Sentai Go-Busters.
- Epizod Sync or Swim to 800. odcinek w całej historii serialu Power Rangers.
- To pierwszy sezon od czasów Power Rangers RPM, która posiada ekskluzywnego złoczyńcę, niemającego odpowiednika w Super Sentai (Venjix w RPM i Sledge w Dino Charge).
- To również pierwsza seria od czasów Power Rangers RPM, w którym podstawowa drużyna rangersów składa się z czwórki mężczyzn i jednej kobiety.
- Koda, Dino Charge Niebieski Ranger, ma 100 tysięcy lat i jest najstarszym rangerem w historii.
  - Jednakże z powodu mocy Energemu, dającej właścicielowi nieśmiertelność, Koda wciąż wygląda na młodego człowieka. Tym samym większość fanów Power Rangers za najstarszego rangera w historii uważa innego wojownika z Power Rangers Dino Charge – Alberta Smitha, pierwszego Dino Charge Fioletowego Rangera (aktor grający Alberta, Arthur Randford, podczas kręcenia serii Power Rangers Dino Charge miał 67 lat).
- To pierwszy sezon od czasów Power Rangers: Zagubiona galaktyka, w którym w trakcie sezonu zostaje przekazana moc między odchodzącego a nowego członka drużyny. Albert Smith dobrowolnie zrzeka się mocy Dino Charge Fioletowego Rangera w odcinku World Famous! (In New Zealand), zaś jego następcą zostaje Kendall Morgan w finałowym epizodzie serii, One More Energem.
  - To także pierwszy przypadek w historii, w którym moc została przekazana od mężczyzny do kobiety, a także pierwszy raz, kiedy to poprzedni i nowy właściciel mocy nigdy się nie spotkali.
- To trzeci sezon w historii Power Rangers o tematyce dinozaurów. Poprzednimi dwiema seriami był pierwszy sezon Mighty Morphin Power Rangers oraz Power Rangers: Dino Grzmot.
- To pierwszy sezon od czasów Power Rangers Time Force używający zimnego otwarcia, gdzie po fragmencie odcinka pojawia się czołówka.

### Power Rangers Dino Super Charge
- To pierwszy sezon w historii, który rozpoczyna się z siedmioma rangersami w drużynie. Inne serie posiadały na początku trzech, pięciu lub sześciu wojowników.
  - Wliczając Dino Charge Grafitowego Rangera, Power Rangers Dino Super Charge posiada na początku ośmiu rangersów, aczkolwiek Grafitowy Ranger nie jest stałym członkiem zespołu.
- Power Rangers Dino Super Charge posiada elementy zaadaptowane bądź zaczerpnięte z pominiętego przy adaptacjach serialu Super Sentai – Tokumei Sentai Go-Busters:
  - Kostium Snide’a został wcześniej wykorzystany w filmie kinowym Zyuden Sentai Kyoryuger vs. Go-Busters: Dinosaur Great Battle! Farewell, Eternal Friends.
  - Osobowość i styl ubioru Heckyla posiada podobieństwa do postaci Entera, głównego złoczyńcy w Tokumei Sentai Go-Busters.
- To pierwszy sezon w historii Power Rangers, który posiada liczbę dziesięciu rangerów działających w jednej drużynie.
- To druga seria w historii serialu, po Power Rangers: Mistyczna moc, w której w drużynie znajdują się ojciec i syn (James i Tyler Navarro – Dino Charge Akwa i Czerwony Ranger).
- To także pierwszy sezon w historii, w którym jeden z rangersów ma identyczny wygląd, co jego odpowiednik w Super Sentai. Do postaci Zenowinga, Dino Charge Srebrnego Rangera, wykorzystano kostium Torina, Kyoryu Silver z serii Zyuden Sentai Kyoryuger.
- To drugi sezon w historii, po Power Rangers Super Samurai, który korzysta z tego samego materiału źródłowego, co swój poprzednik. Power Rangers Dino Charge i Dino Super Charge wykorzystują materiał filmowy z serii Zyuden Sentai Kyoryuger.
- To pierwszy sezon w historii Ery Neo-Saban, której specjalny odcinek bożonarodzeniowy dzieje się po wydarzeniach z finałowego odcinka.